# Associazione Sportiva L'Aquila 1935-1936
Questa voce raccoglie le informazioni riguardanti l'Associazione Sportiva L'Aquila  nelle competizioni ufficiali della stagione 1935-1936.

## Stagione
Per l'Associazione Sportiva L'Aquila, la stagione 1935-1936 fu la 2ª in Serie B, la prima con il secondo livello del campionato italiano costituito da un girone unico.
I rossoblù esordirono inoltre in Coppa Italia venendo eliminati al terzo turno dal Pisa dopo aver superato la Lucchese al turno di qualificazione.
In luglio, la società annunciò l'approdo in panchina di Attilio Buratti, allenatore della Salernitana con cui aveva appena conquistato la promozione in Serie C. Colpo di mercato dell'estate fu tuttavia l'acquisto di Annibale Frossi, funambolica ala friulana proveniente dal Padova — nelle cui file si era messo in luce nella passata stagione segnando quattordici reti, compresa una tripletta proprio contro i rossoblù — e prelevato direttamente dalla nave Saturnia con cui si stava imbarcando per la guerra d'Etiopia in qualità di caporale maggiore.
Nonostante una rosa di grande spessore — considerata la più forte dell'intera storia calcistica aquilana — gli abruzzesi non riuscirono a entrare in corsa per la promozione in Serie A e chiusero il campionato con un onorevole ottavo posto a pari punti con il Catania.
Al termine della stagione, Frossi fu convocato da Vittorio Pozzo per il torneo di calcio di Berlino 1936, dove segnò sette reti in quattro partite risultando determinante per la conquista del titolo olimpico.

## Divise
| Casa | Trasferta |

## Rosa
| N. |                   | Ruolo | Calciatore                    |
| -- | ----------------- | ----- | ----------------------------- |
|    | Italia (bandiera) | C     | Giuseppe Baccilieri           |
|    | Italia (bandiera) | C     | Giovanni Battioni             |
|    | Italia (bandiera) | P     | Luigi Bertuzzi                |
|    | Italia (bandiera) | A     | Marino Bon                    |
|    | Italia (bandiera) | D     | Pio Angelo Brindisi           |
|    | Italia (bandiera) | A     | Giuseppe Dentuti              |
|    | Italia (bandiera) | A     | Annibale Frossi               |
|    | Italia (bandiera) | C     | Aldo Giannini                 |
|    | Italia (bandiera) | D     | Floro Laroma Iezzi (capitano) |
|    | Italia (bandiera) | C     | Luigi Lessi                   |

| N. |                   | Ruolo | Calciatore            |
| -- | ----------------- | ----- | --------------------- |
|    | Italia (bandiera) | D     | Augusto Mattei (II)   |
|    | Italia (bandiera) | C     | Luigi Michetti        |
|    | Italia (bandiera) | A     | Romolo Remigi         |
|    | Italia (bandiera) | D     | Alfredo Romagnoli (I) |
|    | Italia (bandiera) | C     | Bruno Rossi (I)       |
|    | Italia (bandiera) | D     | Luigi Rossini         |
|    | Italia (bandiera) | C     | Alberto Sacchetti     |
|    | Italia (bandiera) | P     | Orlando Sain          |
|    | Italia (bandiera) | C     | Dino Testoni          |
|    | Italia (bandiera) | A     | Giovanni Villotti     |

## Risultati

### Serie B

#### Girone di andata
| Aquila degli Abruzzi 15 settembre 1935 1ª giornata                                      | L'Aquila  | 3 – 2              | Pisa | Stadio XXVIII Ottobre |
| \| \| \| \| \| Remigi 13’ Battioni 81’ Frossi 85’ \| Marcatori \| 9’ Suber 63’ Biagi \| |           |                    |      |                       |
|                                                                                         |           |                    |      |                       |
| Remigi 13’ Battioni 81’ Frossi 85’                                                      | Marcatori | 9’ Suber 63’ Biagi |      |                       |

| Vigevano 22 settembre 1935 2ª giornata           | GC Vigevanesi | 2 – 0 | L'Aquila | Stadio comunale |
| \| \| \| \| \| Savio 56’, 77’ \| Marcatori \| \| |               |       |          |                 |
|                                                  |               |       |          |                 |
| Savio 56’, 77’                                   | Marcatori     |       |          |                 |

| Aquila degli Abruzzi 29 settembre 1935 3ª giornata | L'Aquila | 0 – 0 | SPAL | Stadio XXVIII Ottobre |

| Modena 6 ottobre 1935 4ª giornata                               | Modena    | 3 – 0 | L'Aquila | Campo di viale Fontanelli |
| \| \| \| \| \| Mazzoni 5’, 41’ Ravizzoli 76’ \| Marcatori \| \| |           |       |          |                           |
|                                                                 |           |       |          |                           |
| Mazzoni 5’, 41’ Ravizzoli 76’                                   | Marcatori |       |          |                           |

| Aquila degli Abruzzi 13 ottobre 1935 5ª giornata | L'Aquila  | 0 – 1        | Pro Vercelli | Stadio XXVIII Ottobre |
| \| \| \| \| \| \| Marcatori \| 11’ Roveglia \|   |           |              |              |                       |
|                                                  |           |              |              |                       |
|                                                  | Marcatori | 11’ Roveglia |              |                       |

| Verona 20 ottobre 1935 6ª giornata                                   | Verona    | 2 – 1      | L'Aquila | Stadio di via Bentegodi |
| \| \| \| \| \| Landi 68’ Bianchi I 74’ \| Marcatori \| 14’ Frossi \| |           |            |          |                         |
|                                                                      |           |            |          |                         |
| Landi 68’ Bianchi I 74’                                              | Marcatori | 14’ Frossi |          |                         |

| Aquila degli Abruzzi 27 ottobre 1935 7ª giornata                    | L'Aquila  | 2 – 1     | Siena | Stadio XXVIII Ottobre |
| \| \| \| \| \| Romagnoli I 42’ Bon 59’ \| Marcatori \| 25’ Cioni \| |           |           |       |                       |
|                                                                     |           |           |       |                       |
| Romagnoli I 42’ Bon 59’                                             | Marcatori | 25’ Cioni |       |                       |

| Verona 3 novembre 1935 8ª giornata         | Atalanta  | 1 – 0 | L'Aquila | Stadio Mario Brumana |
| \| \| \| \| \| Rosa 42’ \| Marcatori \| \| |           |       |          |                      |
|                                            |           |       |          |                      |
| Rosa 42’                                   | Marcatori |       |          |                      |

| Foggia 10 novembre 1935 9ª giornata                      | Foggia    | 1 – 1     | L'Aquila | Campo sportivo del Littorio |
| \| \| \| \| \| Rossi II 37’ \| Marcatori \| 21’ Lessi \| |           |           |          |                             |
|                                                          |           |           |          |                             |
| Rossi II 37’                                             | Marcatori | 21’ Lessi |          |                             |

| Aquila degli Abruzzi 17 novembre 1935 10ª giornata                         | L'Aquila  | 3 – 1        | Pistoiese | Stadio XXVIII Ottobre |
| \| \| \| \| \| Battioni 2’, 75’ Frossi 88’ \| Marcatori \| 78’ Lombardi \| |           |              |           |                       |
|                                                                            |           |              |           |                       |
| Battioni 2’, 75’ Frossi 88’                                                | Marcatori | 78’ Lombardi |           |                       |

| Aquila degli Abruzzi 1º dicembre 1935 11ª giornata      | L'Aquila  | 2 – 0 | Taranto | Stadio XXVIII Ottobre |
| \| \| \| \| \| Battioni 4’ Lessi 55’ \| Marcatori \| \| |           |       |         |                       |
|                                                         |           |       |         |                       |
| Battioni 4’ Lessi 55’                                   | Marcatori |       |         |                       |

| Novara 8 dicembre 1935 12ª giornata                                | Novara    | 2 – 1     | L'Aquila | Stadio del Littorio |
| \| \| \| \| \| Romano 9’ Rizzotti 61’ \| Marcatori \| 2’ Frossi \| |           |           |          |                     |
|                                                                    |           |           |          |                     |
| Romano 9’ Rizzotti 61’                                             | Marcatori | 2’ Frossi |          |                     |

| Viareggio 15 dicembre 1935 13ª giornata                             | Viareggio | 1 – 2          | L'Aquila | Stadio polisportivo |
| \| \| \| \| \| Rossi I 46’ (aut.) \| Marcatori \| 30’, 54’ Lessi \| |           |                |          |                     |
|                                                                     |           |                |          |                     |
| Rossi I 46’ (aut.)                                                  | Marcatori | 30’, 54’ Lessi |          |                     |

| Aquila degli Abruzzi 22 dicembre 1935 14ª giornata     | L'Aquila  | 1 – 1        | Lucchese | Stadio XXVIII Ottobre |
| \| \| \| \| \| Bon 40’ \| Marcatori \| 20’ Marchini \| |           |              |          |                       |
|                                                        |           |              |          |                       |
| Bon 40’                                                | Marcatori | 20’ Marchini |          |                       |

| Catania 29 dicembre 1935 15ª giornata                             | Catania   | 0 – 2                           | L'Aquila | Campo di piazza Verga |
| \| \| \| \| \| \| Marcatori \| 19’ Battioni 47’ (aut.) Baldoni \| |           |                                 |          |                       |
|                                                                   |           |                                 |          |                       |
|                                                                   | Marcatori | 19’ Battioni 47’ (aut.) Baldoni |          |                       |

| Aquila degli Abruzzi 5 gennaio 1936 16ª giornata                     | L'Aquila  | 1 – 2                       | Messina | Stadio XXVIII Ottobre |
| \| \| \| \| \| Bon 2’ \| Marcatori \| 6’ Calzolari 18’ Ferretti I \| |           |                             |         |                       |
|                                                                      |           |                             |         |                       |
| Bon 2’                                                               | Marcatori | 6’ Calzolari 18’ Ferretti I |         |                       |

| Aquila degli Abruzzi 12 gennaio 1936 17ª giornata | L'Aquila  | 1 – 0 | Livorno | Stadio XXVIII Ottobre |
| \| \| \| \| \| Frossi 90’ \| Marcatori \| \|      |           |       |         |                       |
|                                                   |           |       |         |                       |
| Frossi 90’                                        | Marcatori |       |         |                       |

#### Girone di ritorno
| Pisa 26 gennaio 1936 18ª giornata                                   | Pisa      | 3 – 1   | L'Aquila | Campo del Littorio |
| \| \| \| \| \| Biagi 4’ Pomponi 66’, 75’ \| Marcatori \| 88’ Bon \| |           |         |          |                    |
|                                                                     |           |         |          |                    |
| Biagi 4’ Pomponi 66’, 75’                                           | Marcatori | 88’ Bon |          |                    |

| Aquila degli Abruzzi 2 febbraio 1936 19ª giornata                                         | L'Aquila  | 3 – 2                  | GC Vigevanesi | Stadio XXVIII Ottobre |
| \| \| \| \| \| Testoni 10’ Bon 20’ Battioni 84’ \| Marcatori \| 35’ Erba 48’ Massiglia \| |           |                        |               |                       |
|                                                                                           |           |                        |               |                       |
| Testoni 10’ Bon 20’ Battioni 84’                                                          | Marcatori | 35’ Erba 48’ Massiglia |               |                       |

| Ferrara 9 febbraio 1936 20ª giornata                                   | SPAL      | 2 – 1        | L'Aquila | Campo del Littorio |
| \| \| \| \| \| Bellini 30’ Patuzzi 50’ \| Marcatori \| 51’ Brindisi \| |           |              |          |                    |
|                                                                        |           |              |          |                    |
| Bellini 30’ Patuzzi 50’                                                | Marcatori | 51’ Brindisi |          |                    |

| Aquila degli Abruzzi 16 febbraio 1936 21ª giornata | L'Aquila  | 0 – 1      | Modena | Stadio XXVIII Ottobre |
| \| \| \| \| \| \| Marcatori \| 75’ Meucci \|       |           |            |        |                       |
|                                                    |           |            |        |                       |
|                                                    | Marcatori | 75’ Meucci |        |                       |

| Vercelli 23 febbraio 1935 22ª giornata                          | Pro Vercelli | 2 – 0 | L'Aquila | Stadio Leonida Robbiano |
| \| \| \| \| \| Degara 35’ (rig.) Bigando 72’ \| Marcatori \| \| |              |       |          |                         |
|                                                                 |              |       |          |                         |
| Degara 35’ (rig.) Bigando 72’                                   | Marcatori    |       |          |                         |

| Aquila degli Abruzzi 1º marzo 1936 23ª giornata                    | L'Aquila  | 2 – 1    | Verona | Stadio XXVIII Ottobre |
| \| \| \| \| \| Battioni 2’, 35’ (rig.) \| Marcatori \| 4’ Landi \| |           |          |        |                       |
|                                                                    |           |          |        |                       |
| Battioni 2’, 35’ (rig.)                                            | Marcatori | 4’ Landi |        |                       |

| Siena 8 marzo 1936 24ª giornata                                                                  | Siena     | 3 – 3                             | L'Aquila | Campo Rino Daus |
| \| \| \| \| \| Baccarini 4’ Fenini 20’, 45’ \| Marcatori \| 23’ Battioni 35’ Villotti 49’ Bon \| |           |                                   |          |                 |
|                                                                                                  |           |                                   |          |                 |
| Baccarini 4’ Fenini 20’, 45’                                                                     | Marcatori | 23’ Battioni 35’ Villotti 49’ Bon |          |                 |

| Aquila degli Abruzzi 15 marzo 1936 25ª giornata                      | L'Aquila  | 2 – 1     | Atalanta | Stadio XXVIII Ottobre |
| \| \| \| \| \| Battioni 43’, 57’ (rig.) \| Marcatori \| 40’ Guidi \| |           |           |          |                       |
|                                                                      |           |           |          |                       |
| Battioni 43’, 57’ (rig.)                                             | Marcatori | 40’ Guidi |          |                       |

| Aquila degli Abruzzi 22 marzo 1936 26ª giornata | L'Aquila  | 2 – 0 | Foggia | Stadio XXVIII Ottobre |
| \| \| \| \| \| Bon 16’, 49’ \| Marcatori \| \|  |           |       |        |                       |
|                                                 |           |       |        |                       |
| Bon 16’, 49’                                    | Marcatori |       |        |                       |

| Pistoia 29 novembre 1936 27ª giornata          | Pistoiese | 1 – 0 | L'Aquila | Stadio Monteoliveto |
| \| \| \| \| \| Lombardi 74’ \| Marcatori \| \| |           |       |          |                     |
|                                                |           |       |          |                     |
| Lombardi 74’                                   | Marcatori |       |          |                     |

| Taranto 12 aprile 1936 28ª giornata          | Taranto   | 0 – 1      | L'Aquila | Stadio del Littorio |
| \| \| \| \| \| \| Marcatori \| 60’ Frossi \| |           |            |          |                     |
|                                              |           |            |          |                     |
|                                              | Marcatori | 60’ Frossi |          |                     |

| Aquila degli Abruzzi 19 aprile 1936 29ª giornata       | L'Aquila  | 2 – 0 | Novara | Stadio XXVIII Ottobre |
| \| \| \| \| \| Lessi 29’ Frossi 59’ \| Marcatori \| \| |           |       |        |                       |
|                                                        |           |       |        |                       |
| Lessi 29’ Frossi 59’                                   | Marcatori |       |        |                       |

| Aquila degli Abruzzi 26 aprile 1936 30ª giornata            | L'Aquila  | 1 – 1        | Viareggio | Stadio XXVIII Ottobre |
| \| \| \| \| \| Battioni 20’ \| Marcatori \| 73’ Lemmetti \| |           |              |           |                       |
|                                                             |           |              |           |                       |
| Battioni 20’                                                | Marcatori | 73’ Lemmetti |           |                       |

| Lucca 3 maggio 1936 31ª giornata                                                          | Lucchese  | 3 – 2                       | L'Aquila | Stadio del Littorio |
| \| \| \| \| \| Scher 40’ Viani II 50’, 70’ \| Marcatori \| 8’ Laroma Iezzi 25’ Rossi I \| |           |                             |          |                     |
|                                                                                           |           |                             |          |                     |
| Scher 40’ Viani II 50’, 70’                                                               | Marcatori | 8’ Laroma Iezzi 25’ Rossi I |          |                     |

| Aquila degli Abruzzi 10 maggio 1936 32ª giornata       | L'Aquila  | 2 – 0 | Catania | Stadio XXVIII Ottobre |
| \| \| \| \| \| Frossi 25’ Lessi 70’ \| Marcatori \| \| |           |       |         |                       |
|                                                        |           |       |         |                       |
| Frossi 25’ Lessi 70’                                   | Marcatori |       |         |                       |

| Messina 24 maggio 1936 33ª giornata                                       | Messina   | 2 – 1               | L'Aquila | Stadio Gazzi |
| \| \| \| \| \| Lumia 36’ Gerbi 89’ \| Marcatori \| 22’ (rig.) Battioni \| |           |                     |          |              |
|                                                                           |           |                     |          |              |
| Lumia 36’ Gerbi 89’                                                       | Marcatori | 22’ (rig.) Battioni |          |              |

| Livorno 31 maggio 1936 34ª giornata                                                     | Livorno   | 4 – 0 | L'Aquila | Stadio Edda Ciano Mussolini |
| \| \| \| \| \| Costanzo 46’ Faccenda 55’ Montanari 81’ Arcari IV 84’ \| Marcatori \| \| |           |       |          |                             |
|                                                                                         |           |       |          |                             |
| Costanzo 46’ Faccenda 55’ Montanari 81’ Arcari IV 84’                                   | Marcatori |       |          |                             |

### Coppa Italia

#### Qualificazioni per la Serie B
| Arbitro: | Fois (Roma) |

|                   |           |               |
| Viani II 18’, 50’ | Marcatori | 1’, 12’ Lessi |

| Arbitro: | Sassi (Roma) |

|                        |           |  |
| Battioni 21’ Lessi 89’ | Marcatori |  |

#### Terzo Turno
| Arbitro: | Scotto (Savona) |

|                                 |           |                    |
| Lombardi 56’ Grillo 76’ Duè 80’ | Marcatori | 87’ (rig.) Rossi I |

## Statistiche

### Statistiche di squadra
| Competizione | Punti | In casa | In casa | In casa | In casa | In casa | In casa | In trasferta | In trasferta | In trasferta | In trasferta | In trasferta | In trasferta | Totale | Totale | Totale | Totale | Totale | Totale | DR |
| Competizione | Punti | G       | V       | N       | P       | Gf      | Gs      | G            | V            | N            | P            | Gf           | Gs           | G      | V      | N      | P      | Gf     | Gs     | DR |
| ------------ | ----- | ------- | ------- | ------- | ------- | ------- | ------- | ------------ | ------------ | ------------ | ------------ | ------------ | ------------ | ------ | ------ | ------ | ------ | ------ | ------ | -- |
| Serie B      | 33    | 17      | 11      | 3       | 3       | 27      | 14      | 17           | 3            | 2            | 12           | 16           | 32           | 34     | 14     | 5      | 15     | 43     | 46     | -3 |
| Coppa Italia | -     | 1       | 1       | 0       | 0       | 2       | 0       | 2            | 0            | 1            | 1            | 3            | 5            | 3      | 1      | 1      | 1      | 5      | 5      | 0  |
| Totale       | -     | 19      | 11      | 4       | 3       | 32      | 13      | 18           | 1            | 4            | 13           | 6            | 34           | 37     | 12     | 8      | 16     | 38     | 47     | -9 |